# 악퇴베주

악퇴베 주의 위치

악퇴베주(카자흐어: Ақтөбе облысы, 러시아어: Актюбинская область)는 카자흐스탄의 주이다. 주도는 악퇴베이다. 면적은 30만600km이다. 악퇴베 주의 이름 "악퇴베"(Aqtöbe)는 카자흐어로 하얀색을 의미하는 "악"(aq)과 봉우리를 의미하는 "퇴베"(töbe)에서 유래되었다.

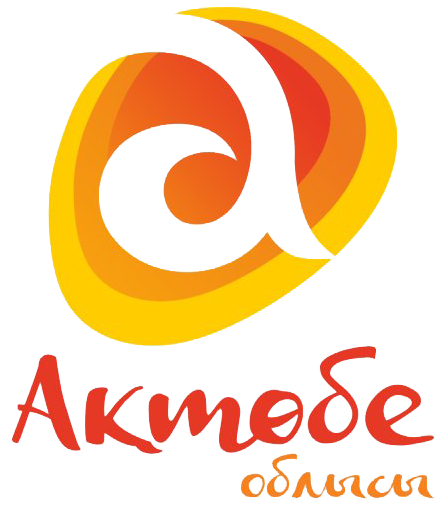
주 문장

## 지리
북쪽은 러시아, 남쪽은 우즈베키스탄에 접해 있다. 그리고 아티라우주, 망기스타우주, 카라간다주, 코스타나이주, 키질로르다주, 서카자흐스탄주에도 접해 있다.

## 행정 구역
12개 군, 7개 도시(알가, 젬, 칸디아가시, 테미르, 흐롬타우, 샬카르, 옘바), 4개 중소 도시로 구성되어 있다.

## 주민
카자흐족이 55.6%, 러시아인이 23,7%를 차지한다.

## 같이 보기
- 아랄해